# Sven Newman
Sven Bertil Newman, född 16 september 1812 i Höganäs, Väsby socken, död 27 oktober 1902 i Chicago, var en svenskamerikansk frikyrkoledare.
Sven Newman var son till gruvarbetaren Jonas Sjöberg. Efter skolgång i Höganäs blev han 16 år gammal kontorist i Landskrona. Han stannade där i sju år och grundade därefter en privatskola i Plöninge by i Väsby socken, där han även bildade en nykterhetsförening bland sina elever. 1842 emigrerade Newman till USA, där han till en början bodde hos en bror som var affärsman i Mobile. Brodern var klassledare i en metodistförsamling och efter två års vistelse i Mobile omvändes Newman till metodismen. Han studerade flitigt John Wesleys skrifter och började snart även predika och erhöll 1845 fullmakt som lokalpredikant, ordinerades 1847 till diakon och 1849 till äldste. Efter att i sex år varit stationerad i Sydstaterna, förflyttades han 1851 till New York, där han i samarbete med Olof Hedström särskilt ägnade sig åt mission bland de skandinaviska emigranterna, för vilka ett "Betelskepp" inreddes till kyrka. 1853–1856 var han stationerad i Chicago, 1856–1858 på nytt i New York och 1858–1866 i Jamestown, New York. Sedan han 1866 förordnats till president över hela den svenska metodistverksamheten, omfattade hans distrikt stora delar av Västern: Indiana, Illinois, Iowa, Kansas och delar av Nebraska. Även sedan han 1885 erhållit pension, fortsatte han att predika, främst i Chicago och Ottawa, Illinois. Newman utgav 1890 en självbiografi, där huvudfokus låg på den religiösa verksamheten, men där han även beskrev förhållandet mellan vita och svarta i Sydstaterna under sin tid som predikant där.